# Gaspar Martins
Gaspar Martins, angolski politik in diplomat, * 1940.
Med letoma 1977 in 1982 je bil minister za finance Angole; od leta 2001 je stalni predstavnik Angole pri OZN.